# Pyrinia mephasaria
Pyrinia mephasaria là một loài bướm đêm trong họ Geometridae.